# Гаральд Квандт
Гаральд Квандт (нім. Harald Quandt; 1 листопада 1921, Шарлоттенбург, Веймарська республіка — 22 вересня 1967, Кунео, Італія) — німецький підприємець, пасинок Йозефа Геббельса. Учасник Другої світової війни, лейтенант люфтваффе.

## Біографія
Гаральд Квандт народився в Шарлоттенбурзі в родині промисловця Гюнтера Квандта (1881—1954) і Магди Беренд Річель. Від попереднього шлюбу його батька у Гаральда були старші брати Гельмут (1908—1927) і Герберт (1910—1982). Його батьки розлучилися в 1929 році, але при цьому зберегли дружні стосунки. Після розлучення Гаральд залишився жити з батьком, але коли його мати стала першою леді Третього Рейху, Гаральд став часто з нею бачитися, а в 1934 році і зовсім переїхав до Геббельса. Живучи у них, він часто дивував оточуючих тим, що підтримував індійського націоналіста Субхаша Чандра Боса і його девіз «Дайте мені кров, а я дам вам свободу».
Під час Другої світової війни Гаральд служив у люфтваффе. У 1944 році в Італії він був поранений і заарештований союзними військами. Звільнений в 1947 році. Гаральд — єдина дитина Магди Геббельс, яка пережила війну.
Повернувшись до Німеччини, він спочатку допоміг єдинокровному братові Герберту відновити їхні сімейні фірми, потім в 1949—1953 роках вивчав машинобудування в Ганновері і Штутгарті, де також було кілька фірм, що належали його сім'ї.
Його батько помер в 1954 році, залишивши братам Герберту і Гаральду в спадок свою індустріальну імперію, завдяки чому Гаральд, незважаючи на своє походження, став одним з найбагатших жителів Західної Німеччини. До того моменту імперія Квандтів включала в себе більше 200 компаній, починаючи від текстильних фабрик і закінчуючи фармацевтичною компанією Altana AG. Їй належали 10 % акцій від Daimler-Benz і 30 % від BMW. Хоча Гаральд з братом удвох керували компаніями, Герберт більше зосередився на виробництві автомобілів в VARTA, а Гаральд в основному приділяв увагу виробництву інструментів на IVKA. Зокрема, він був дуже захоплений амфікарами, і фактично саме його смерть стала причиною припинення їх випуску.
У 1967 році Гаральд Квандт загинув в авіакатастрофі в Італії недалеко від Кунео. Після війни і аж до смерті він ні разу не давав інтерв'ю про свою матір і вітчима.

## Сім'я
Дружина — Інге Баденков, дочка адвоката. Одружились в 1950 році, в шлюбі народились 5 дочок:
- Катаріна Геллер (1951)
- Габріела Квандт-Лангеншайд (1952)
- Аннет Мей-Тайс (1954)
- Колін-Беттіна Розенблат-Мо (1962) — пройшла ортодоксальний гіюр, стала юдейкою і одружилася з євреєм. Її син Хаїм — кадровий військовий Ізраїльської армії
- Патріція Гальтерман (1967—2005)

## Нагороди
- Залізний хрест 2-го і 1-го класу
- Знак парашутиста Німеччини
- Нагрудний знак «За поранення» в чорному
- Нарукавна стрічка «Крит»